# معادلة ساكور-تيتروده
معادلة ساكور-تيتروده هي تعبير عن إنتروبيا غاز مثالي أحادي الذرة. تمت تسميته على اسم هوغو مارتن تيتروده (1895-1931) وأوتو ساكور (1880-1914)، اللذين طوراه بشكل مستقل كحل لإحصاءات غاز بولتزمان ومعادلات الإنتروبيا، في نفس الوقت تقريبًا في عام 1912.

## الصيغة
تعبر معادلة ساكور-تيتروده عن الإنتروبيا {\displaystyle S} للغاز المثالي أحادي الذرة من حيث حالته الديناميكية الحرارية على وجه التحديد، حجمه {\displaystyle V}، والطاقة الداخلية {\displaystyle U}، وعدد الجسيمات {\displaystyle N}:
{\displaystyle {\frac {S}{k_{B}N}}=\ln \left[{\frac {V}{N}}\left({\frac {4\pi m}{3h^{2}}}{\frac {U}{N}}\right)^{3/2}\right]+{\frac {5}{2}}}
حيث
| {\displaystyle k_{\mathrm {B} }} = | ثابت بولتزمان      |
| {\displaystyle m} =                | كتلة الجسيم الغازي |
| {\displaystyle h} =                | ثابت بلانك         |